# 부구초등학교
부구초등학교는 대한민국 경상북도 울진군 북면 부구리에 있는 공립 초등학교이다.

## 학교 연혁
- 1932년 12월 1일 부구공립보통학교(4년제) 개교설립인가 10월 7일(2학년 1학급 편성)
- 1938년 4월 1일 부구공립심상소학교로 개칭[1]
- 1941년 4월 1일 부구공립국민학교로 개칭[2]
- 1994년 3월 1일 나곡국민학교 통폐합
- 1996년 3월 1일 부구초등학교로 개칭[3]
- 1996년 3월 1일 고목국민학교 통폐합
- 1997년 3월 1일 주인분교장 통폐합
- 1998년 3월 1일 삼당분교장 편입
- 2004년 10월 15일 꿈사랑도서관 개관
- 2020년 1월 8일 제85회 졸업(38명, 총졸업생수 7,078명)
- 2020년 3월 1일 제40대 도영진 교장 부임

## 학교 상징
- 교화 : 장미
  - 우리도 장미와 같은 아름다운 마음씨를 기르고 남을 위해 봉사하는 정신을 배운다.
  - 아름답고 예쁘며 언제나 화사한 꽃
- 교목 : 향나무 - 변함없는 푸른 기상으로 생명이 다한 뒤에도 그윽한 향기로 다시 사는 그 고귀한 희생! 아름다움을 닮는다.

## 참고 자료
- 부구초등학교 - 한국교육학술정보원 학교알리미